# San Justo (departement van Córdoba)
San Justo is een departement in de Argentijnse provincie Córdoba. Het departement (Spaans: departamento) heeft een oppervlakte van 13.677 km² en telt 190.182 inwoners.

## Plaatsen in departement San Justo
- Alicia
- Altos de Chipión
- Arroyito
- Balnearia
- Brinkmann
- Colonia Anita
- Colonia Iturraspe
- Colonia Las Pichanas
- Colonia Marina
- Colonia Prosperidad
- Colonia San Bartolomé
- Colonia San Pedro
- Colonia Vignaud
- Colonia Valtelina
- Devoto
- El Arañado
- El Fortín
- El Tío
- Freyre
- La Francia
- La Paquita
- La Tordilla
- Las Varas
- Las Varillas
- Marull
- Miramar
- Morteros
- Plaza Luxardo
- Porteña
- Quebracho Herrado
- Sacanta
- San Francisco
- Saturnino María Laspiur
- Seeber
- Toro Pujio
- Tránsito
- Villa Concepción del Tío
- Villa San Esteban